# American Bandstand

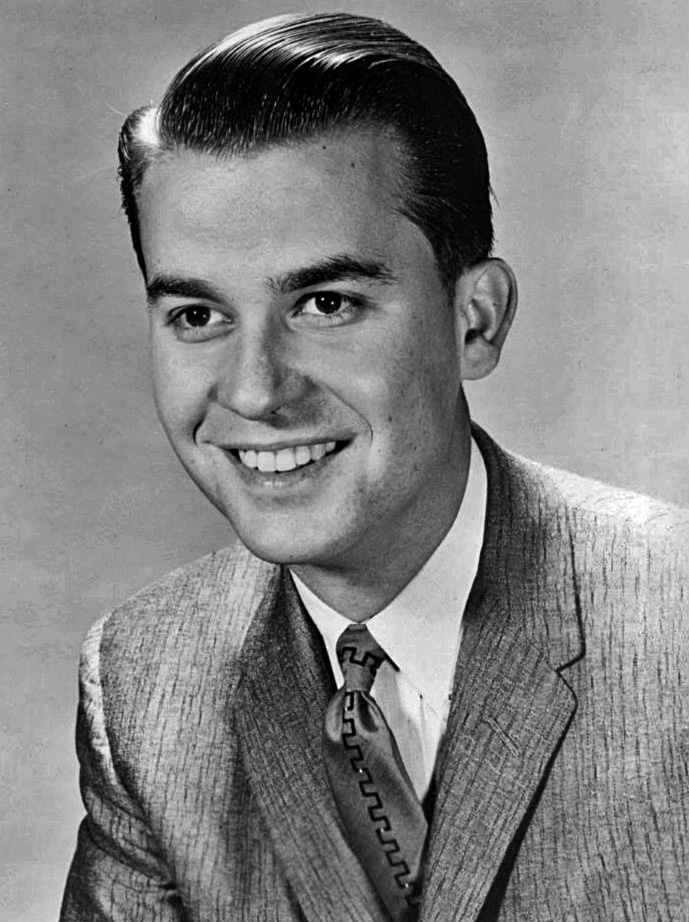
Moderator Dick Clark 1961

American Bandstand war eine Musik-Tanz-Show im US-amerikanischen Fernsehen. Sie wurde von 1952 bis 1989 ausgestrahlt. Langjähriger Moderator und Produzent war Dick Clark. Die Show basierte auf dem Konzept, dass Jugendliche im Studio zu den vom Moderator aufgelegten Platten tanzten. Garniert wurden die Sendungen mit Auftritten populärer Interpreten.
American Bandstand wurde erstmals am Dienstag, dem 7. Oktober 1952, von der in Philadelphia ansässigen lokalen Fernsehstation WFIL-TV ausgestrahlt. Nach ihrem ersten Moderator trug die Show zunächst den Titel Bob Horn’s Bandstand. Als Erkennungsmelodie wurde High Society von Artie Shaw ausgewählt. 1956 übernahm der 26-jährige Dick Clark die Moderation, neuer Produzent wurde der 32-jährige Tony Mammarella. Ein Jahr später wurde die Show von der Fernsehstation ABC übernommen und in American Bandstand umbenannt. Die nach wie vor in Philadelphia produzierte Sendung wurde von nun an USA-weit ausgestrahlt, erstmals am Montag, dem 5. August 1957. American Bandstand wurde regelmäßiger Programmpunkt an allen Werktagen und hatte seinen Sendeplatz um 15.30 Uhr. Charles Albertine komponierte die neue Erkennungsmelodie Bandstand Boogie. In diesen Jahren förderte American Bandstand gezielt in Philadelphia beheimatete Schallplattenfirmen und deren Interpreten, wie Chancellor mit Frankie Avalon und Fabian, Cameo-Parkway mit Chubby Checker und Bobby Rydell oder Swan mit Freddie Cannon. 1960 war American Bandstand in den so genannten Payola-Skandal verwickelt, bei dem es um Korruption bei der Bewertung von Musiktiteln in den US-Hitlisten ging.
Ab September 1963 wurde die Show nur noch am Samstag ausgestrahlt und am 8. Februar 1964 zog die Produktion von Philadelphia nach Los Angeles um. Ab 1967 wurde American Bandstand in Farbe ausgestrahlt, von 1983 an mit Stereoton. Im Jahre 1987 übernahm der Komiker David Hirsch die Moderation vom inzwischen 57-jährigen Dick Clark. Im selben Jahr ging die Show an die TV-Station Syndicated über. Im April 1989 gab es einen erneuten Wechsel zur Kabelstation USA Network, die schließlich American Bandstand am 7. Oktober 1989 einstellte.